# Orleanesia maculata
Orleanesia maculata är en orkidéart som beskrevs av Leslie Andrew Garay. Orleanesia maculata ingår i släktet Orleanesia och familjen orkidéer.
Artens utbredningsområde är Venezuela. Inga underarter finns listade i Catalogue of Life.